# Hapalemur alaotrensis
L'apalemure del lago Alotra (Hapalemur alaotrensis Rumpler, 1975) è un lemure endemico delle aree circostanti il Lago Alaotra, nel Madagascar nord-orientale. In lingua malgascia è chiamato bandro.

## Descrizione
È un lemure di media taglia che raggiunge i 40 cm di lunghezza, e pesa mediamente 1,1 - 1,4 kg. I maschi sono leggermente più grandi delle femmine.
La densa pelliccia lanosa è di colore dal grigio al bruno sul dorso, bianco crema sul ventre e sul collo.
Ha grandi occhi di colore arancione.

## Biologia
Sono animali sociali, che vivono in piccoli gruppi da 2 a 9 individui.
Hanno abitudini prevalentemente diurne.
La loro dieta è estremamente specializzata e si basa per oltre il 90% su germogli e foglie di papiro (Cyperus papyrus subsp. madagascariensis) e, in misura minore, di canne della specie Phragmites australis.

## Distribuzione e habitat
L'areale di questa specie è ristretto ad alcune aree che circondano il Lago Alaotra, nel Madagascar nord-orientale.
Il suo habitat è rappresentato dalla fascia di vegetazione ripariale a canneto che circonda il lago.

## Conservazione
La IUCN red list, considerata la ristrettezza del suo areale e la scarsa numerosità della popolazione, considera Hapalemur alaotrensis una specie in pericolo critico di estinzione.